# Trou de l'Abîme
Trou de l'Abîme, ook bekend als Caverne de l'Abîme ("Grot van de Afgrond"), is een karstgrot in het centrum van de Belgische gemeente Couvin. Bij archeologische opgravingen werden Mousteriaanse artefacten en een neanderthalerkies ontdekt.

## Site
De grot op de rechteroever van de rivier de Eau Noire ligt hoog op de westelijk georiënteerde zijde van een Eifeliaanse kalkstenen klif genaamd Rocher de la Falaise. Voor de ingang is er een rotsoverhang die een groot terras van 50 m breed en 5 m diep overdekt. De grot zelf bestaat uit twee niveaus. Eerst komt men, op gelijke hoogte met het terras, in de Salle de l'Ours, waar een prehistorisch museum is ingericht. Twaalf meter lager bevindt zich een grote duivelsketel genaamd Salle de l'Arche.

## Opgravingen
De eerste opgravingen werden uitgevoerd in 1887-1902, maar het materiaal hiervan is verloren. Uit een volgende opgraving in 1905 is lithisch en paleontologisch materiaal bewaard, zij het uit verstoorde, contextloze sedimenten.
Bij een nieuwe reeks opgravingen in 1984-1985 werden paleolithische stenen werktuigen en pleistocene faunaresten blootgelegd. Het merendeel van het lithische materiaal is vuursteen die is aangevoerd vanuit een mijn minstens 30 km verderop. Ook werd een deel van een menselijke kies gevonden. Pas in 2009 kon worden bepaald dat het de melktand van een neanderthalerkind was. Hij werd aangetroffen in een laag waarvan de ouderdom werd geschat op 42.000 tot 40.000 jaar.
De artefacten uit 1905 zijn in verband gebracht met een verscheidenheid aan prehistorische culturen, zoals het Moustérien, Proto-Solutréen, Solutréen, en een overgangscultuur uit het initieel laatpaleolithicum. De assemblage van de opgravingen van 1905 en de jaren tachtig wordt beschouwd als Mousteriaans.